# توم كايل
توم كايل (بالإنجليزية: Tom Kyle)‏ هو مدرب كرة سلة أسترالي، ولد في 5 يونيو 1959.